# اللغة السويدية
اللغة السويدية (بالسويدية: svenska) هي إحدى اللغات الهندية الأوروبية، وهي تنتمي إلى فرع اللغات الجرمانية الشمالية ويتحدثها نحو أكثر من 9 ملايين نسمة، معظمهم يَقطنون في السويد بالإضافة إلى أجزاء من فنلندا (بشكل خاص على امتداد الساحل الفنلندي وجزر أولان). تشبه اللغة السويدية إلى حد بعيد اللغة النرويجية، وتتقارب مع الدنماركية بدرجة أقل، وهيَ - شأنها شأن سائر اللغات الجرمانية - انحدرت من اللغة الإسكندنافية القديمة، وهي اللغة المشتركة للشعوب الجرمانية التي سكنت الأقطار الإسكندنافية خلال عهود الفايكنج.
تُعد اللغة السويدية الفصحى (أو «القياسية» كما تسمى أيضاً) اللغة القومية للسويد، إذ أنها نشأت وتطورت عبر السنين من اللهجات السويدية الوسطى في القرن التاسع عشر، ثم أعيد تنظيمها جيّداً مع أوائل القرن العشرين، وعلى الرغم من أن بعض تفرعاتها المحلية الأخرى - المنحدرة من لهجات ريفية أقدم - ما تزال موجودة إلى اليوم فإن السويدية المتحدثة والمكتوبة الآن أصبحت في معظمها متسقة وذات نمط فصيح وقواعد واضحة. تختلف بعض اللهجات المحلية إلى حد كبير عن السويدية الفصحى من حيث القواعد اللغوية والمفردات، وهي ليست دائمًاً مفهومة تبادلياً بين السويديين أنفسهم. تنحصر هذه اللهجات في المناطق الريفية، ويتحدثها بشكل رئيسي القليل من السكان الذين نادراً ما يَحتكون بالمجتمعات السكانية المجاورة. لكن مع أن احتمالية انقراض هذه اللهجات المحلية منخفضة في الوقت الراهن فإنها في طريقها نحو الأفول منذ القرن الماضي، وذلك على الرغم من حقيقة كونها تُدرَّس جيداً ومن أن استخدامها يَلقى غالباً تشجيع السلطات المحلية.
إن النمط القياسي لترتيب الجملة السويدية هو «فاعل - فعل - مفعول» (مثل اللغة الإنكليزية)، لكن بالإمكان تغييره غالباً لأغراض بلاغية للتأكيد على كلمات أو جمل بعينها. يُشبه علم الصرف السويدي نظيره الإنكليزي، فعلى سبيل المثال فإن للكلمات السويدية تصريفات قليلة نسبياً (فهناك نوعان فقط هم المذكر والمؤنث)، وحالتان نحويتان فحسب (هُما الرفع والجر)، وتُميز بين صيغ الجمع والإفراد.
تقارن الصفات السويدية بمثيلاتها في الإنكليزية، فهي أيضاً تُصرَّف تبعاً للجنس والعدد والتعريف. وتوضح محددات الأسماء باستخدام لواحق تتبعُ أدوات التعريف والتنكير المنفصلة. ويَمتاز علم العروض (نظم الشعر) في اللغة السويدية بخاصيتي التوكيد والتنبير، وفي الكثير من لهجاتها بالنغمية.

## العائلة والانتماء
السويدية هي لغة هندية أوروبية تنتمي إلى فرع اللغات الجرمانية الشمالية من العائلة الجرمانية. وبشكل أكثر تفصيلاً تنتمي السويدية إلى اللغات الإسكندنافية الشرقية جنباً إلى جنب مع الدنماركية تمييزاً لها عن فرع اللغات الإسكندنافية الغربية والذي يضم الفاروية والآيسلندية والنرويجية. مع ذلك فإن التحليلات الأكثر حداثة تقسم اللغات الجرمانية الشمالية إلى مجموعتين: لغات إسكندنافية جُزرية (نسبة إلى الجُزر) أو معزولة وهي: الفاروية والآيسلندية، ولغات إسكندنافية قارّيّة وهي: الدانماركية والنرويجية والسويدية، استناداً إلى قابلية التفاهم المتبادل بينهم للتأثير الكبير للغات الإسكندنافية الشرقية (بالأخص الدانماركية) على النرويجية خلال الألفية المنصرمة والتشعب من كل من الفاروية والآيسلندية.
وفقاً للعديد من القواعد العامة لقابلية التفاهم المتبادل، فمن الممكن اعتبار اللغات الإسكندنافية القارّيّة لهجات للغة إسكندنافية موحدة. مع ذلك فبسبب التنافس في بعض الأحيان بين السويد والدنمارك والذي امتد لقرون عديدة، بما في ذلك سلسلة طويلة من الحروب جرت بينهما خلال القرن السادس عشر والقرن السابع عشر، علاوة على الأيديولوجيات القومية التي بزغت في أواخر القرن التاسع عشر وأوائل القرن العشرين، أدّى هذا إلى اختلاف طريقة تمثيل أصوات اللغة (أورثوجراف) وإلى ظهور قواميس منفصلة وقواعد لغوية مستقلة بكل لغة.
السويدية والنرويجية والدانماركية توصف إلى هذا الحد من منظور لغوي كلهجة إسكندنافية (جرمانية شمالية)، وبعض اللهجات مثل تلك الموجودة على الحدود بين النرويج والسويد تشغل حلقة وسطى بين اللغات القومية الرسمية في بلادها.

## التاريخ
في القرن التاسع، بدأت الإسكندنافية القديمة في التشعب إلى الإسكندنافية الغربية القديمة (في النرويج وآيسلندا) وللإسكندنافية القديمة الشرقية (في السويد والدنمارك). وفي القرن الثاني عشر، بدأت لهجات الدنمارك والسويد في التشعب بدورها فظهرت الدنماركية القديمة والسويدية القديمة اعتباراً من القرن الثالث عشر. جميع اللغات الإسكندنافية تأثرت على نطاق واسع بالجرمانية السفلى الوسيطة خلال العصور الوسطى.
على الرغم من أن مراحل تطور اللغة لم تحدد بشكل قاطع كما هو مشار إليه هنا، إذ لا داعي من أخذها حرفياً، فإن التقسيم المتبع في هذا المقال هو الأكثر شيوعاً بين أوساط اللغويين السويديين الذين يستخدمونه لأغراض عملية.

### الإسكندنافية القديمة

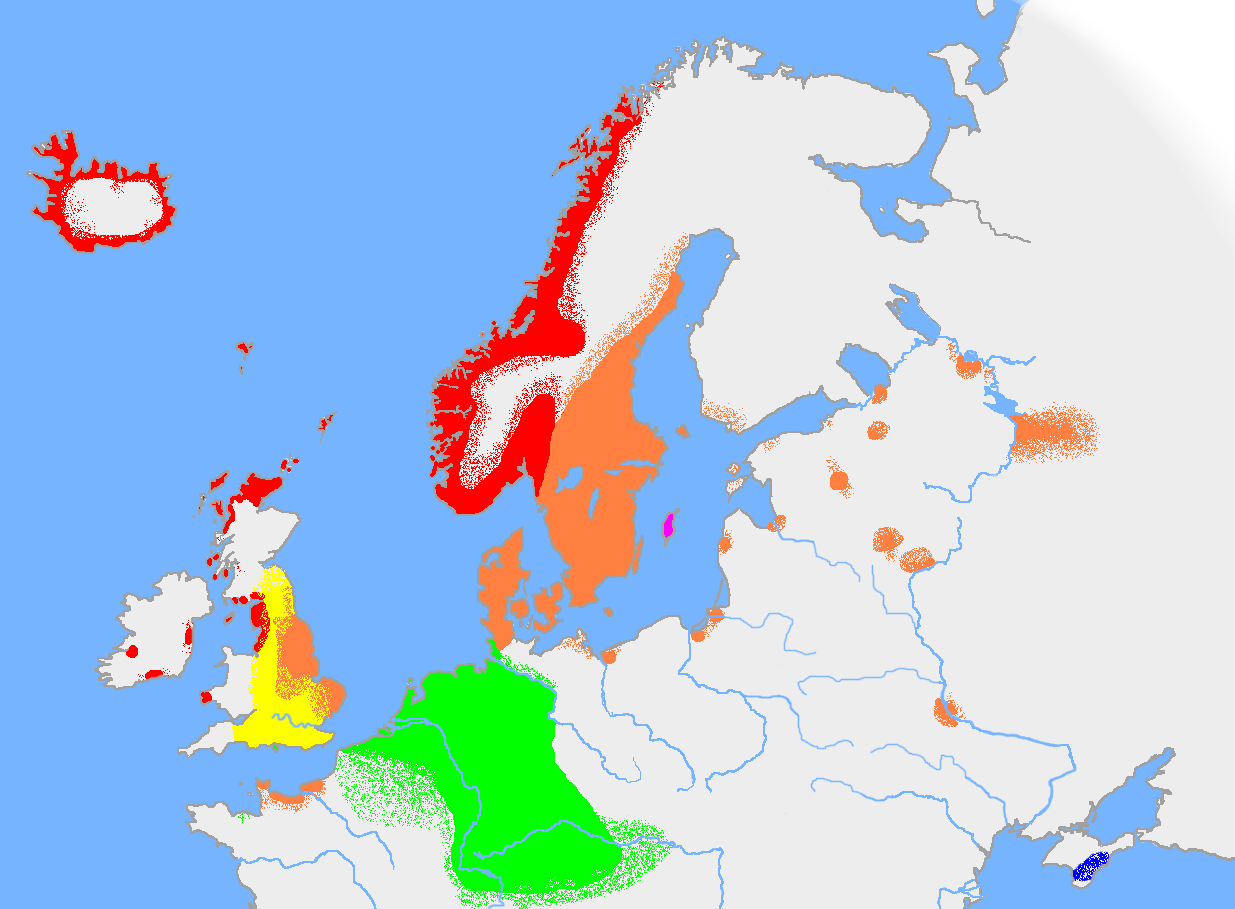
مناطق انتشار اللغة النوردية القديمة، واللغات القريبة منها في أوائل القرن العاشر الميلادي:
اللهجة النوردية الغربية
اللهجة النوردية الشرقية
لهجة غوتلندية قديمة
قوطية قرمية
إنجليزية عتيقة
لغات جرمانية أخرى، مرتبطة باللغة النوردية القديمة.

وفي القرن الثامن خضعت الإسكندنافية المبكرة (اللغة الجرمانية المشتركة لشعوب الدول الإسكندنافية في ذلك الوقت) لبعض التغيرات التي نتج عنها ظهور الإسكندنافية القديمة (التي باتت تشكل أصل كل اللغات الإسكندنافية الحديثة قبل تشعبها إلى إسكندنافية قديمة شرقية وأخرى غربية كما أسلفنا).
إن اللهجة الفرعية للإسكندنافية القديمة الشرقية في السويد تسمى بالرونية السويدية، بينما تسمى اللهجة الفرعية للإسكندنافية الشرقية القديمة في الدنمارك بالرونية الدنماركية. لكن حتى مطلع القرن الثاني عشر كانت اللهجة هي نفسها واحدة في كلتا البلدين (السويد والدنمارك) باستثناء واحد رئيسي هو النظام الروني الدنماركي لنطق الأحرف المتحركة الغير مركبة.
سميت اللهجات بالرونية لأن صلب النص الرئيسي المكتوب بها يظهر بأحرف وأبجدية رونية. على النقيض من الإسكندنافية المبكرة التي كتبت بأحرف الأبجدية الفوثاركية الكبرى (القديمة) - وهي الصورة الأقدم لشكل الكتابة الإسكندنافية استخدمتها القبائل الألمانية من القرن الثاني وحتى القرن الثامن - فإن الإسكندنافية القديمة كتبت بالأبجدية الفوثاركية الصغرى (الجديدة)، والتي ضمت ستة عشر حرفا فقط بسبب تحجيم عدد الرونات. بعض الرونات اُستخدم للتعبير عن عدد من الفونيمات، مثل الحرف الروني المستعمل في تمثيل الحرف المتحرك U والذي اُستعمل أيضا لتمثيل الحرف المتحرك O، ø ،Y أيضا الحرف الروني المستعمل لـI تم استخدامه للتعبير عن صوت الحرف E.
واعتبارا من العام 1100م ومايليه، بدأت اللهجة الدنماركية تنحرف عن قرينتها السويدية. وذاع التجديد بشكل متفاوت من الدنمارك التي كونت سلسلة من الحواجز والحدود اللهجية الثانوية تمتد من زيلاند في الجنوب إلى نورٌلاند، أوستربوتن والجنوب الشرقي لفنلندا في الشمال.
أدى تغيير مبكر إلى فصل الرونية الدنماركية عن اللهجات الأخرى المنتمية إلى اللغات الإسكندنافية الشرقية القديمة هو تحول الأحرف الثنائية المتحركة المركبة æi إلى الحرف المتحرك غير المركب é مثل كلمة stæinn إلى sténn أي «الصخرة»، فالقراءة القديمة كانت «ستاين» بينما القراءة المتأخرة «ستين»، كما كان هناك تغيير للحروف المتحركة AU في dauðr إلى حرف متحرك واحد ممدود ø كما في døðr أي «ميت». هذه التجديدات أثرت في معظم المناطق المتحدثة بالرونية السويدية في نهاية تلك الحقبة، مع استثناء اللهجات المحلية المُتَحدَّثة في شمال وشرق مالاردالين إذ كانت لا تزال الثنائيات المتحركة شائعة الاستعمال في الأقاليم النائية.

### السويدية القديمة

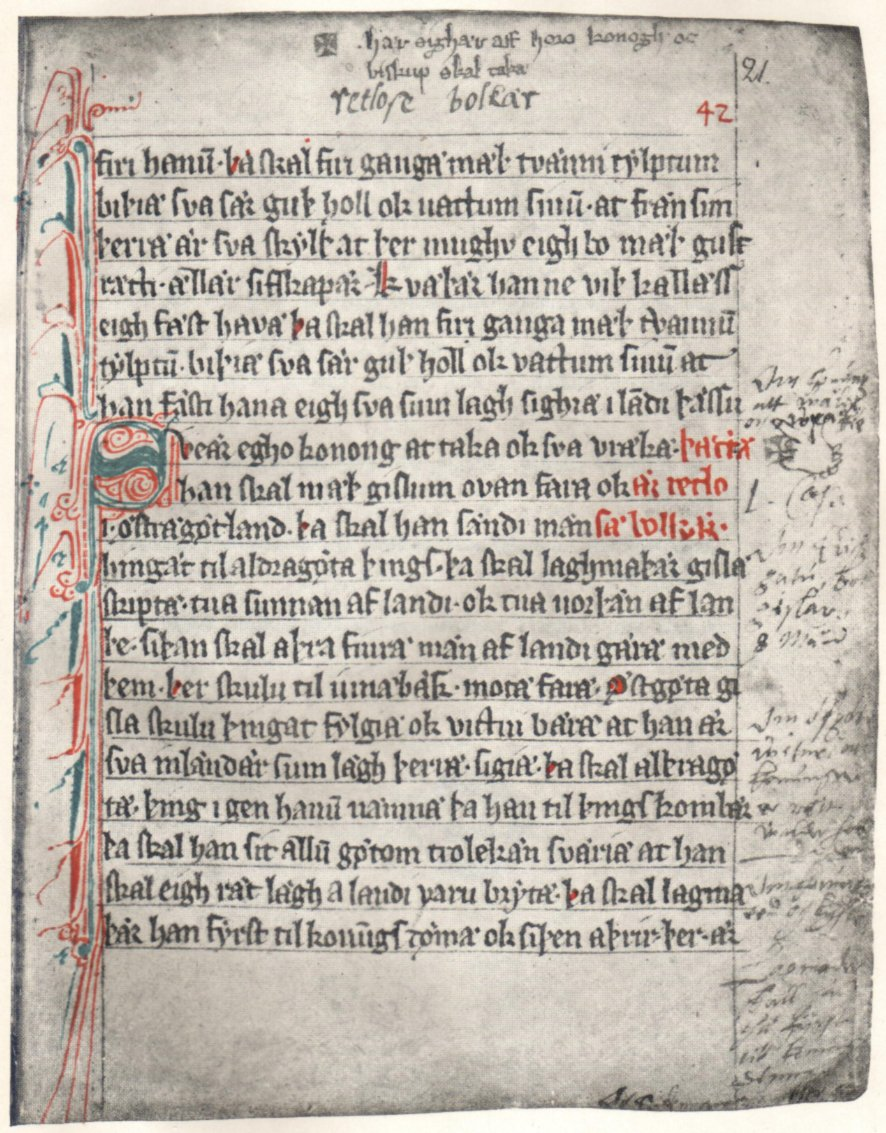
صورة لأحد أوائل النصوص السويدية المكتوبة بالأبجدية اللاتينية - قانون فاستريوتلاند ثمانينات القرن الثالث عشر

«السويدية القديمة» هو المصطلح المستخدم للإشارة إلى سويدية العصور الوسطى، والتي ظهرت حوالي عام 1225. ومن بين أكثر الوثائق المكتوبة بالأبجدية اللاتينية أهمية في ذلك الوقت تأتي مدونات القوانين المحلية «فاستريوتلاند» (انظر الصورة) على رأسها والتي وجدت بقايا منها ترجع للعام 1250. لقد حلت التأثيرات الأساسية في هذه الفترة مع توطيد نفوذ الكنيسة الكاثوليكية الرومية وظهور بعض الأنظمة الرهبانية، التي ساعدت على إدخال ونشر العديد من الألفاظ المستعارة من اليونانية واللاتينية.
ومع تصاعد سلطة ونفوذ تحالف الهانسا في أواخر القرن الثالث عشر وأوائل القرن الرابع عشر، غدا تأثير السكسونية السفلى أكثر قوة ووضوحاً. لقد أمد تحالف الهانسا حركة التجارة والإدارة السويدية بعدد كبير من المهاجرين متحدثي الألمانية. العديد منهم أصبح نوعا ما أعضاء مؤثرين في المجتمع السويدي الوسيط. علاوة على عدد ضخم من الألفاظ المستعارة في مجالات عدة منها الحرب والتجارة والإدارة، لواحق لغوية عامة حتى بما في ذلك أحرف العطف والربط تمت استعارتها. بل تكاد تكون معظم المصطلحات البحرية ذات أصل هولندي.
السويدية الوسيطة الباكرة كانت مختلفة بشكل ملحوظ عن اللغة الحديثة من حيث أنها عرفت نظاماً معقداً لقواعد الحالات النحوية: «الرفع - النصب - الجر»، ولم تكن بعد قد مارست تخفيض نظام تعيين النوع: «مذكر- مؤنث» في اللغة.
الأسماء والصفات والضمائر والعديد من الأعداد كانت تصرف وفق أربع حالات، فعلاوة على حالة الرفع التي ماتزال إلى الآن، كانت هناك ثلاث حالات أخرى هي: «الجر أو الإضافة - النصب لمفعول غير مباشر - النصب لمفعول مباشر». نظام تعيين النوع: «مذكر - مؤنث» كان يشبه الألمانية الحديثة اليوم، فكان هناك: «مذكر - مؤنث - جنس محايد»، نظام الأفعال أيضا كان لا يَقل تعقيداً، فقد اشتمل على صيغ شرطية وأمرية بينما كانت الأفعال تصرف تبعاً للعدد والضمير.
مع حلول القرن السادس عشر، تم تقليص نظام الحالات النحوية والنوع في لغة الحياة اليومية والأدب المعوز للخبرة الكافية إلى حالتين ونوعين فقط. بينما ظلت التصريفات القديمة شائعة في الأسلوب النثري الرفيع حتى القرن الثامن عشر، وفي بعض اللهجات حتى أوائل القرن العشرين.
حدث تحول انتقالي في الكتابة اللاتينية للبلدان الشمالية الإسكندنافية كان في هجاء الأحرف المركبة "ae" مثل "æ" وأحيانا "a" بالرغم من اختلافها بين الأشخاص والمناطق. الأحرف المركبة "ao" تحولت على نحو مشابه إلى ao، و"oe" أصبحت oe. هؤلاء الثلاثة تحولوا فيما بعد ليصبحوا الثلاث أحرف المنقوطة في الأبجدية السويدية ä، å، ö

### السويدية الحديثة

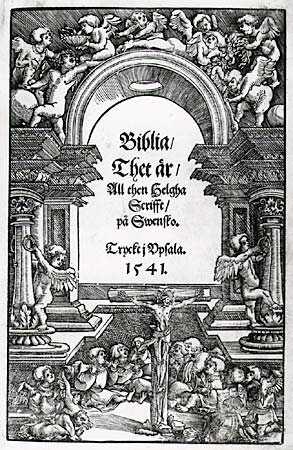
غلاف طبعة إنجيل جوستاف فاسا السويدية - أوبسالا 1541

السويدية الحديثة (بالسويدية nysvenska) بدأت منذ مجيء تقنيات الطباعة وبزوغ فجر عصر الإصلاح الأوروبي، فبعد أن تسلم العاهل الجديد جوستاف فاسا مقاليد السلطة بالبلاد أصدر أمراً بطبع ترجمة للعهد الجديد بالسويدية. ظهرت الترجمة في العام 1526 والتي يشار إليها عادة باسم طبعة جوستاف فاسا. ومع كثير من التنقيح والمراجعة في الطبعات اللاحقة تم اعتبار هذه الترجمة ناجحة ومؤثرة إلى حد أنها ظلت الترجمة الأكثر شيوعاً للإنجيل حتى عام 1917. ومن بين أهم المترجمين لها كان لاورنتيوس أندريه والأخوان لاورنتيوس وأولاس بتري. لقد اعتبرت ترجمة إنجيل الملك جوستاف فاسا على أنها نقطة التقاء معقولة بين القديم والجديد، على الرغم من أنها لم تتقّد كثيراً باللغة المتداولة على ألسنة العامة وقتها، إلا أنها لم تكن شديدة التمسك بشكل مفرط باستخدام التعبيرات القديمة المهجورة. لقد كانت خطوة رئيسية وهامة نحو «أورثوجرافيا» سويدية أكثر اتساقا وثباتا. فقد أسست الاستخدام النهائي للأحرف المتحركة "å", "ä","ö"، ولهجاء "ck" بدلاً من "kk" مفرقة إياها عن الإنجيل الدنماركي، ربما بشكل مقصود، نتيجة لطبيعة التنافس بين البلدين. المترجمون الثلاثة جميعهم جاؤوا من أواسط السويد مما أضفى على ترجمة العهد الجديد خصالاً سويديةً وسطى كما يراها البعض.
بالرغم من أنه قد يبدو أن ترجمة الإنجيل قد وضعت بدايات قوية لقواعد أورثوجرافية قياسية، فإن الهجاء في الواقع أصبح أقل اتساقاً ونظامية خلال ما بقي من القرن.
لم يكن إلا في القرن السابع عشر فقط حين جرت فيه أولى المناقشات بشأن الهجاء، إبان فترة كتابة أولى القواعد اللغوية. فقد ثارت المناقشات الهجائية حتى أوئل القرن التاسع عشر، وكان من المحتم انتظار النصف الثاني من القرن التاسع عشر حتى تصل قواعد الأورثوجرافيا (الهجاء) السويدية لمعاييرها القياسية الحالية.
نظام استخدام الأحرف الكبيرة (الكابيتال) خلال ذلك الوقت لم يكن قد تحددت معالمه بعد. فقد اعتمد ذلك على كل كاتب وخلفياته الخاصة. فكان المتأثر منهم بالألمانية يضع الأحرف الكبيرة أمام كل الأسماء، بينما قام آخرون بذلك بشكل عشوائي متفرق.

### السويدية المعاصرة

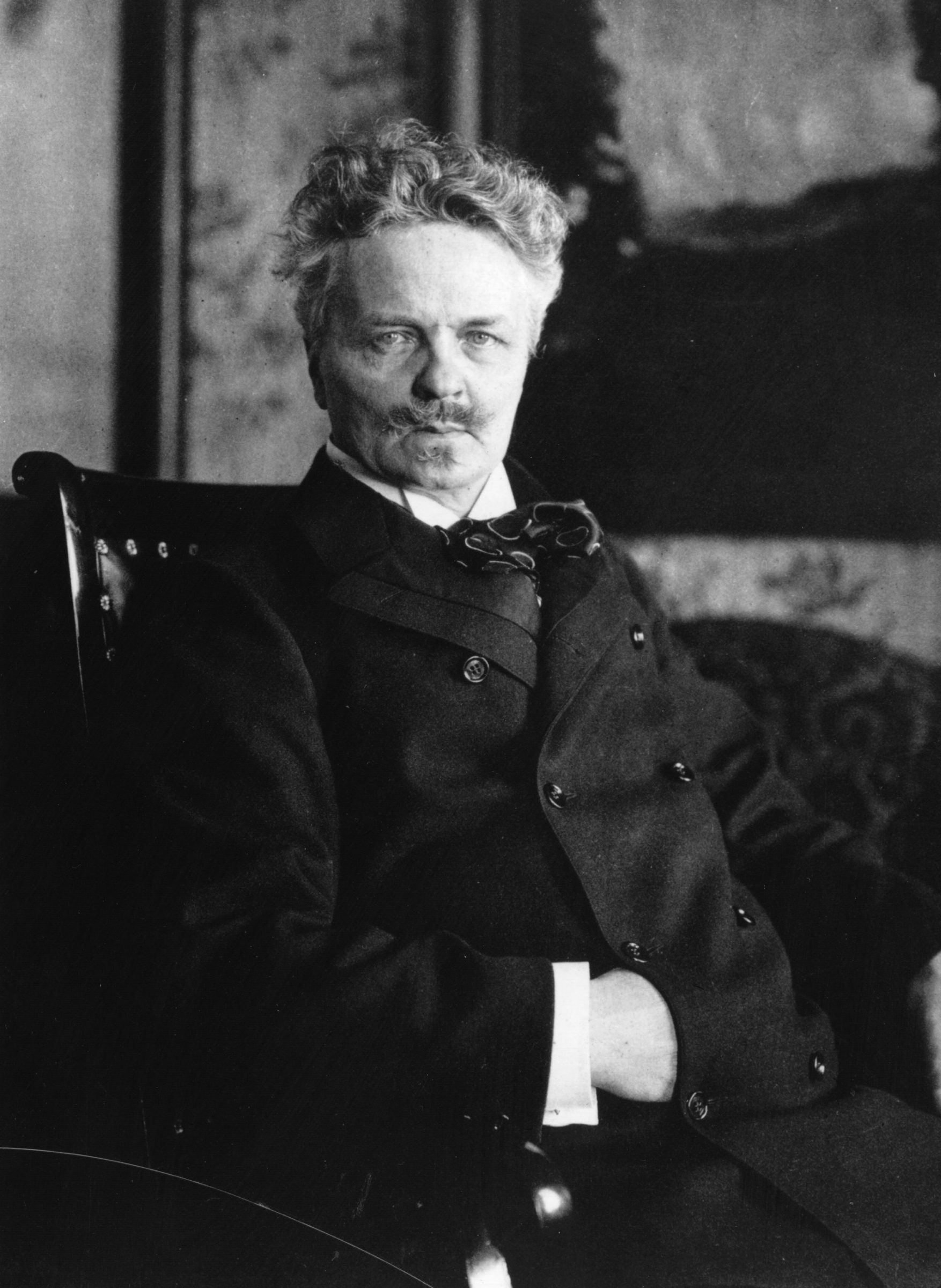
أوغست ستريندبرغ أحد أكثر الكتاب أهمية في الأدب السويدي الحديث

يُطلق على الفترة التي تضم اللغة السويدية كما هي متحدثة الآن في أيامنا هذه في الاصطلاح اللغوي بالسويدية "nusvenska" (والتي تعني حرفياً «سويدية الآن») والتي بدأت في العقود الأخيرة من القرن التاسع عشر. لقد شهدت هذه المرحلة عملية تبسيط اللغة الرسمية المكتوبة في أذهان الشعب وجعلها أكثر قربا من اللغة المتحدثة. كما أدى نمو وتوسع أنظمة التعليم الحكومية إلى نشأة ما يسمى بالسويدية (boksvenska) - حرفيا كتاب السويدية - بين الأوساط العاملة حيث أثر الهجاء إلى حد ما على النطق خاصة في سياق المكاتبات الرسمية. ومع بزوغ عصر التصنيع والتقدم الحضاري بالسويد، ترك نسل جديد من الكتاب علامات بارزة في تاريخ الأدب السويدي. عديد من الباحثين والسياسيين والرموز العامة الأخرى كان لها أثرُ عظيمُ على اللغة القومية الجديدة النامية، ومن بين هؤلاء كتاب غزيروا الإنتاج مثل الشاعر جوستاف فروينج والكاتبة سلمى لايروف الحاصلة على جائزة نوبل، والكاتب المسرحي الراديكالي أوغست ستريندبرغ.
كان خلال القرن العشرين فقط حين ظهرت لغة سويدية موحدة وقياسية لكل السويديين. ومع عصر الإصلاح الهجائي في عام 1906 أصبحت الأورثوجرافيا متوازنة بشكل نهائي، وذات صيغة موحدة بشكل كامل تقريباً، إلا من استثناءات قليلة لبعض الحالات الشاذة غير الهامة. لقد كانت اللغة وقتها هي نفسها كما هي اليوم على ألسنة السويديين إلا استثناءات فيما يتعلق باللغة المكتوبة بالأخص لحالة صيغ الجمع في الأفعال ونظام تحليل لغوي مختلف بشكل أقل أهمية. فقد بقيت صيغ الجمع في الأفعال بلا تقليص في استعمالها في الكتابات الرسمية حتى خمسينيات القرن العشرين، حيث تم إلغاؤها نهائياً وبشكل رسمي من الدولة حتى من جميع التوصيات الرسمية.
شهدت اللغة السويدية تغيراً كبيراً وملحوظاً في ستينيات القرن العشرين، بما يسمى du - reformen أو: «إصلاح - أنت». فسابقاً كانت الطريقة الخاصة بالإشارة إلى أشخاص من نفس الطبقة الاجتماعية أو أعلى تتم باستخدام اللقب واسم العائلة. فاستخدام herr (السيد - الأستاذ)، fru (سيدة - مدام)، fröken (آنسة) كان مقبولاً فقط في المحادثات الابتدائية الأولى مع غرباء لا تعرف عملهم أو لقبهم العلمي أو رتبتهم العسكرية مثلاً.
حقيقة أنه كان من الأفضل الإشارة إلى من تحدثه باستخدام الضمير الثالث أدت إلى مزيد من التعقيد في المحادثات بين أفراد المجتمع. في أوائل القرن العشرين انعقد اجتماع لم يكلل بالنجاح لبحث إمكانية إبدال ضرورة ذكر اللقب باستخدام الضمير ni (الضمير الثاني للجمع - أنتم) المكافئ لـ"vous" الفرنسية، وتم الطعن والتجريح في هذا الاستخدام كصيغة أقل شيوعاً للضمير du (أنت) المستعمل في الإشارة إلى أشخاص من الطبقات الاجتماعية الأقل.
وفى أعقاب المرحلة الليبرالية والراديكالية الجذرية بالمجتمع السويدي في خمسينيات وستينيات القرن العشرين، أصبح التمييز الطبقي السابق أقل أهمية، بينما صارت صيغة du هي شائعة الاستعمال للإشارة إلى كل الأشخاص من كل الطبقات حتى في سياق المحادثات والمكاتبات الرسمية. على الرغم من أن الإصلاح لم يكن ردة فعل لأي أوامر سياسية مركزية، ولكن من الأفضل القول بأنها كانت تغيراً جارفاً شب في السلوك الاجتماعي للسويديين، واكتمل التغيير في قليل من السنين من أواخر الستينيات حتى أوائل السبعينيات. مع ذلك ما زالت صيغة الضمير ni تتردد إلى اليوم بين أوساط الأجيال الجديدة كصيغة تتمتع بالقبول للتخاطب مع الأشخاص الأكبر سناً، كما تستخدم من وقت لآخر من قبل موظفي المبيعات اتجاه العملاء كنوع من الاحترام.

### متحدثو اللغة السابقون

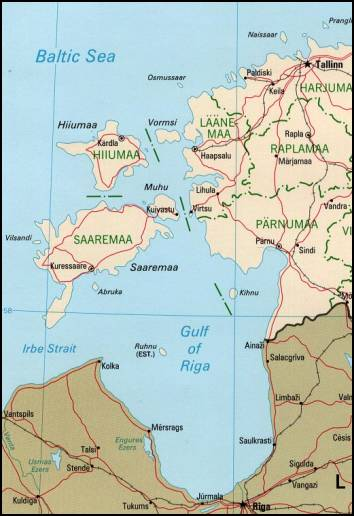
خريطة للجزر الإستونية، التي أوت سابقاً مجتمع متحدثي اللغة السويدية في إستونيا.

كانت توجد مجتمعات صغيرة متحدثة بالسويدية في إستونيا منذ القرنين الثالث عشر والعشرين الميلاديَّين، خصوصاً في الجزر، مثل جزر هييوما وفورمسي وروهنو الممتدة بحذاء سواحل بحر البلطيق، لكن جميع هذه المجتمعات الصغيرة اختفت اليوم. في أيام تواجد هذه الأقليات المتحدثة بالسويدية في إستونيا، كان يوجد تمثيل لها في برلمان البلاد، وسُمحَ لها باستخدام لغتها الأم في الحوارات الدبلوماسية داخل البرلمان نفسه. لكن بعد ستيلاء الإمبراطورية الروسية على إستونيا في القرن الثامن عشر، أجبرَ حوالي 1,000 شخص من الإستونيين المتحدثين بالسويدية على الهجرة إلى جنوب أوكرانيا، حيث أسَّسوا لهم هناك قرية أطلقوا عليها غامالسفينسكبي (والتي تعني بلغتهم «القرية السويدية القديمة»). واليوم، لم يَعد سوى عجائز قليلون في القرية يتحدثون السويدية ويَهتمون بإقامة الاحتفالات والمناسبات السويدية، ولهجتهم الآن آخذة بالاندثار في معظمها.
بين عامي 1918 و1940 (عندما نالت إستونيا استقلالها) تعافى مجتمع متحدثي السويدية في البلاد جيداً، واستخدمت البلديات ذات الأغلبية السويدية (التي كانت أغلبها متواجدة بحذاء الساحل) اللغة السويدية كلغة رسمية، وانتعش التمازج الثقافي السويدي-الإستوني ككل. لكن على الرغم من ذلك، فإن معظمي متحدثي السويدية في البلاد سُرعان ما هاجروا إلى السويد قبل انتهاء الحرب العالمية الثانية، وقبل أن يغزو الجيش الأحمر إستونيا في عام 1944. وفي الوقت الحاضر، لم يَبقى سوى عدد ضئيل جداً من متحدثيها في دولة إستونيا.

## الانتشار الجغرافي
اللغة السويدية هي اللغة الوطنية في السويد، حيث أنها اللغة الأم للأغلبية الساحقة من السكان البالغ عددهم 8 ملايين نسمة تقريباً، كما أن مليون إنسان آخرين يتحدثونها في المهجر خارج البلاد. في عام 2007 كان حوالي 5.5% من سكان فنلندا متحدثين للغة السويدية، على الرُّغم من أن النسبة آخذة بالانحدار طوال الـ400 عام الأخيرة. تتركز أقلية سويديي فنلندا في الجزر والأرخبيلات جنوبيَّ وغربيَّ البلاد، وفي بعض هذه المناطق فإن السويدية هي اللغة الغالبة، حيث يتحدثها معظم السكان، كما أن السويدية تُعد اللغة الرسمية الثانية في فنلندا، موقعها في الدولة يُوازي موقع اللغة الفنلندية نفسها. وفي 19 من بلديات فنلدنا (بينهم 16 يقعن في جزر أولاند) تعد اللغة السويدية اللغة الرسمية الوحيدة. كما أنها لغة الأغلبية السكانية في عدة بلديات أخرى، ولغة الأقلية الرسمية في عدد آخر من بلديات البلاد. على الرغم من وجود حركات هجرة جديرة بالملاحظة بين الدول الإسكندنافية، فإن المغتربين غالباً ما يندمجون بسُرعة مع المتجمعات الجديدة نظراً غلى التشابه اللغوي والثقافي بين معظم هذه الدول (عدى اللغة الفنلندية)، بدلاً من أن يتكتلوا على بعضهم في مجتمعات صغيرة منعزلة. حسب إحصاء سكان الولايات المتحدة الأمريكية لعام 2000، فإن 67,000 نسمة من سكان البلاد الذين تجازوا عمر الخامسة يتحدثون السويدية، على الرغم من عدم تقديم أي معلومات عن درجة إتقان هؤلاء للغة. وبالطريقة نفسها، فإن إحصاء سكان كندا لعام 2001 أظهرَ أن 16,915 نسمة من سكانها يتحدثون السويدية. وعلى الرغم من عدم وجود أرقام دقيقة، فإن عدد السويديين القاطنين في منطقة لندن ببريطانيا يُقدَّر بـ40,000 نسمة. وعموماً، سُجِّل 40,000 شخص يتعلمون السويدية بشكل نشط خارج السويد وفنلندا.

### الوضع الرسمي

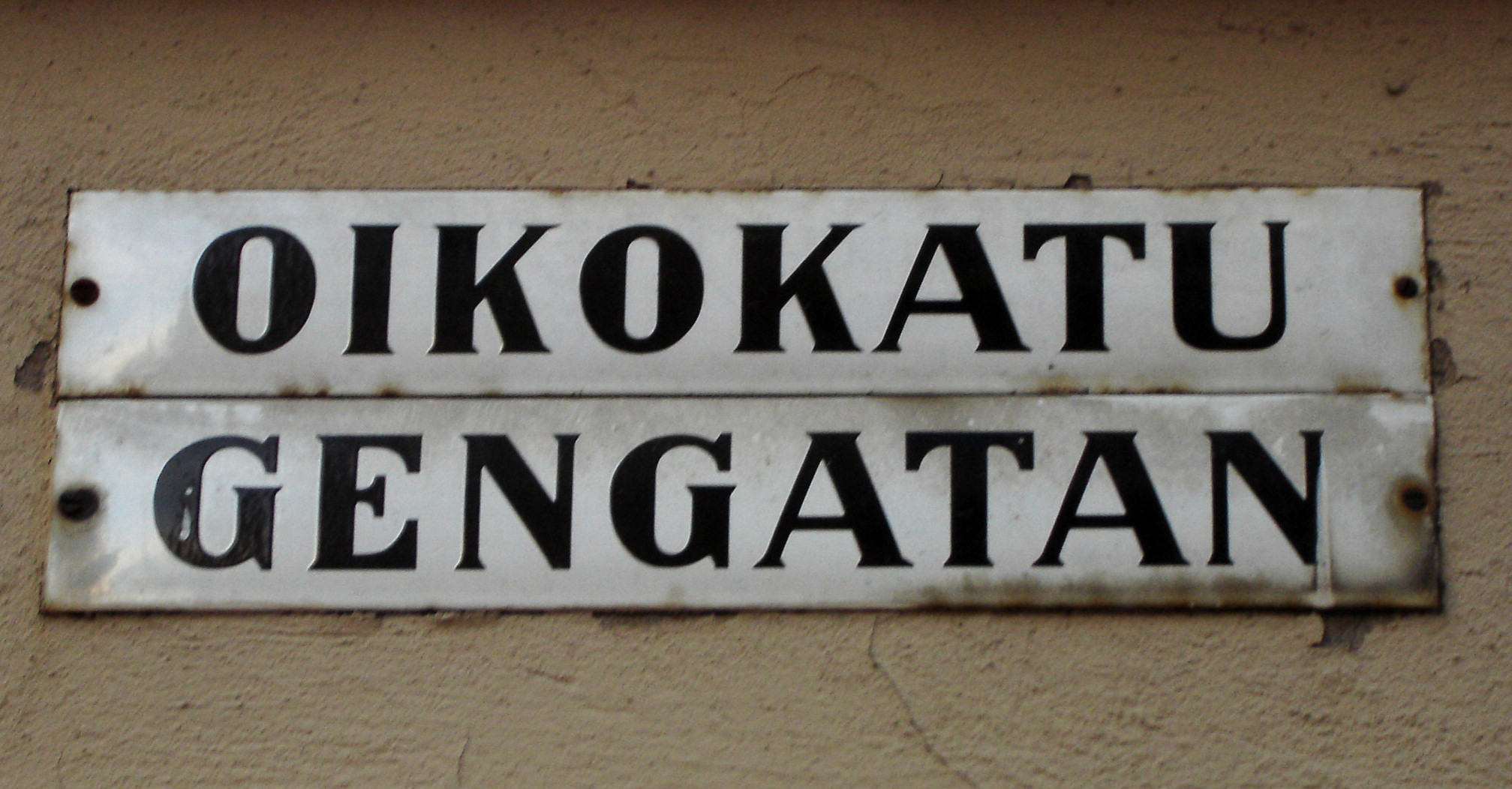
إشارة شارع مكتوبة بكلا اللغتين السويدية والفنلدنية في فنلندا.

تعد اللغة السويدية رسمياً اللغة الرئيسية في السويد. حيث أنها لطالما استُخدمت في التعاملات الحكومية الرسمية وفي الأنظمة التعليمية، لكن مع ذلك فإنها ظلت اللغة الأساسية في البلاد بحكم الأمر الواقع، دون أن تكون لها صفة قانونية رسمية. اقتُرحَ في عام 2005 مشروع قانون لجعل اللغة السويدية اللغة الرسمية في البلاد، لكن إقراره فشل حتى بأقل نسبة ممكنة من الأصوات (145-147)، وذلك نظراً إلى فشل التوصل إلى حالة من التوافق في البرلمان. قدَّمَ لجنة سويدية من الخبراء مقترحاً جديداً لقانون لغات أوسع إلى وزارة الثقافة في شهر مارس من عام 2008، يَقضي بكون السويدية اللغة الأساسية للبلاد فيما يَعترف بلغات الأقليات ويُعنى بها دون عنصرية، وقد وافقَ البرلمان السويدي على سنِّه، ودخل القانون حيِّز التنفيذ في 1 يوليو عام 2009.
تعد السويدية اللغة الرسمية الوحيدة في أولاند (وهي منطقة حكم ذاتي تحت سيادة فنلندا)، حيث أن غالبية ساحقة من السكان تتألف من 26,000 نسمة تتحدث السويدية كلغة أم. وفي فنلندا، تُعد السويدية اللغة الوطنية الثانية جنباً إلى جنب مع الفنلندية على مستوى عُموم البلاد، كما أنها لغة رسمية في العديد من البلديات الساحلية. ومن بين مجمل بلديات فنلندا، فإن ثلاثة في برها الرئيسي (كورسناس وناربس ولارسمو) تعتبر السويدية لغتها الرسمية الوحيدة. كما أن السويدية واحدة من لغات الاتحاد الأوروبي الرسميَّة وإحدى لغات عمل المجلس الشمالي. وبناءً على قرارات «مؤتمر اللغات الشمالية»، فإن مواطني دول الشمال المتحدثين بالسويدية يَحق لهم استخدام لغتهم الأم في التحاور مع مسؤولي دول الشمال أخرى، دون الاضطرار إلى دفع أي تكاليف ترجمة فورية أو كتابية.

## المفردات
مفردات اللغة السويدية مأخوذة بشكل أساسي من اللغة الألمانية، حيث أن معظمها مقتبسة إما من الألمانية الشائعة أو من خليط من اللغتين الألمانية والألمانية الدنيا الوسيطة بالإضافة إلى بعض المفردات المنقرضة من الإنكليزية. من أمثلة الكلمات الألمانية الموجودة في السويدية كلمات "mus" (فأر) و"kung" (ملك) و"gås" (إوزة). كما أخذت السويدية كمًّا كبيراً من المصطلحات الدينية والعلمية من اللغتين اللاتينية والإغريقية، كما أخذت البعض الأخرى من اللغة الفرنسية، ومؤخراً استمدِّت بعض المصطلحات أيضاً من اللغة الإنكليزية. وبالإضافة إلى هذه اللغات، فإن بعض الكلمات السويدية مأخوذة من لغات أخرى، من بينها اللغات السكانودورومية والرومية والمانسينغ والكنوبارموج، ومن ضمن الكلمات السويدية الشائعة المأخوذة من اللغة الرومية كلمة "tjej" (فتاة). تأثرت السويدية أيضاً باللغة الفنلنديَّة ولغة السامي، فمثلاً كلمة "pojke" (صبي) محرَّفة من الفنلندية، وكلمة "pulka" (مزلجة جليد) مأخوذة من لغة السامي.
أدخلت العديد من الكلمات الفرنسية إلى اللغة السويدية خلال القرن الثامن عشر. إذ نُسخت هذه الكلمات لفظياً إلى نظام النطق السويدي، وبهذا فإنه يُمكن لمتحدثي الفرنسية التعرف عليها بسُهولة كبيرة. يُمكن تمييز معظم هذه الكلمات بـ«نبرتها الفرنسية»، حيث تتميَّز بتشديد السكون الأخير فيها. ومن أمثلة هذه الكلمات مصطلحات "nivå" (والتي تقابلها بالفرنسية "niveau"، وتعني «مستوى») و"fåtölj" (بالفرنسية "fauteuil"، وتعني «كرسي ذو مساند») و"affär" (وتعني «سوق»)، إلخ.

## نظام الكتابة
تتألف الأبجدية السويدية من 29 حرفاً، حيث تستخدم حروف الأبجدية اللاتينية الـ26، بالإضافة إلى 3 حروف أخرى هي "Å" و"Ä" و"Ö"، التي كانت قد استُحدثت خلال القرن السادس عشر الميلادي بكتابة حرفي "o" و"e" فوق حرف الـ"A"، وحرف الـ"e" فوق الـ"O". وعلى الرُّغم من أن هذه الحروف كانت في الماضي إصدارات معدلة من حرفي "A" و"O" بتعريف مصطلح الشكلة الإنكليزية، غير أن ثلاثتها لا تُعتبر شكلات من المنظور السويدي، بل إنها تعتبر حروفاً قائمة بذاتها، وتُوضع بعد حرف "z" في الترتيب الأبجدي. قبل صدور الطبعة الثالثة عشرة من «معجم الأكاديمية السويدية» في شهر أبريل من عام 2006، كان يُعتبر حرف "w" شكلاً معدلاً من حرف "v" لا يُستخدم سوى في الأسماء (مثل "Wallenberg")، بالإضافة إلى الكلمات الأجنبيَّة (مثل "bowling"، أي «بولينغ»)، ومن ثمَّ فكانَ يُصنف ويُنطق كحرف "v".
يُعد حرف "Ü" الألمانيُّ شكلاً مختلفاً من حرف "Y" في اللغة السويدية، ويُمكن أحياناً أن يُبقى عليه كما هو - دون تغيير أو استبدال - عندَ استخدام الكلمات أو المصطلحات الأجنبية، مثل "müsli" (التي تعني موسيلي، وهو اسم طعام شائع في سويسرا وجنوبي ألمانيا). وأما العُرف الألماني القاضي باستبدال حرفي "Å" و"Ö" (المستخدمين في السويدية كما ذُكرَ آنفاً) بحرفي "ae" و"oe" عندَ استخدام ضمير الغائب، فإنه لا يُستخدم عادة عند متحدثي اللغة السويدية الحديثة. على الرغم أيضاً من أن الحروف السويدية الثلاثة التي ليست موجودة باللاتينية مُتاحة كلها في نظام نطاقات الإنترنت السويدي الوطني ونطاقات أخرى، فإن المواقع السويدية الإلكترونية كثيراً ما تُعنون أسماءها باستخدام حرفي "A" و"O" بدلاً من تلك الحروف، بناءً على تشابه صور كتابة هذه الحروف معاً (والسبب وراء هذا هو بشكل أساسي جنُّب المشاكل التقنية المتعلقة باستخدام هذه الحروف غير الموجودة في الأبجدية الإنكليزية).
تستخدم في قواعد الكتابة في اللغة السويدية النقطتان الرأسيتان بأسلوب مشابه لأسلوب استخدامها في اللغة الإنكليزية، مع بعض الاستثناءات في المُقابل. حيث أن النقطتين تُستخدمان أحياناً في السويدية لتشكيل بعض الاختصارات، كاختصار "3:e" لكلمة "tredje" (أي «ثالث»)، واختصار "S:t" لكلمة "Sankt" (أي «قديس»)، كما أن النقطتين الرأسيتين تستخدمان في اختصارات جميع لواحق الأرقام والحروف والاختصارات باللغة السويدية، مثل "a:et" (بالإنكليزية "the a"، أي «الـ») و"CD:n" (بالإنكليزية "the CD"، أي «السي دي»).

## قواعد اللغة السويدية

### الأسماء
الأسماء في اللغة السويدية على حالتين «مشتركة» (يجوز فيها التذكير والتأنيث) و«محايدة»، والتي توضح صيغتهم المحددة (أدوات التعريف والتنكير الخاصة بكل صيغة) وصيغة الصفات التي تلحق بها لوصفها. تحديد نوع الاسم (مشترك - محايد) ليس له قاعدة محددة، ويجب أن تحفظ الأسماء بأنواعها المحددة لها. إلا أن معظم الأحياء تكون من جنس «مشترك» مثل "en katt" (قطة)، "en fluga"...
السويدية كان بها بالسابق 3 أجناس (مذكر - مؤنث - محايد) كما هو الحال بالألمانية الحديثة اليوم، وعلى الرغم من أن مقداراً ضئيلاً من نظام الثلاث أجناس السابق ما زال موجوداً في التعبيرات المهجورة وبعض اللهجات، فإن الأسماء المذكرة والمؤنثة قد اندمجت اليوم فيما يسمى بـ«الجنس المشترك».
الفروق بين الأسماء المذكرة والمؤنثة يتم التعبير عنها اليوم من خلال صيغ الصفات المعرفة المفردة، وإلى حد ما في الضمائر الشخصية يتم التفريق بينهم. ويوجد عدد قليل من الأسماء السويدية التي يجوز فيها أن تكون جنس «مشترك» أو «محايد» في نفس الوقت، ففي قاعدة بيانات قاموس الأكاديمية السويدية (saol) تصل مثل هذه الأسماء إلى 324 اسم فقط.
يوجد قدر ضئيل من النظام السابق المُطبّق للحالات النحوية الأربع للأسماء في السويدية مشاهد في الضمائر التي لا زال لها صيغ الرفع - النصب للمفعول - والجر أو الإضافة. الأسماء لا تختلف في حالتي الرفع والنصب، بينما في حالة الجر يُضاف إلى آخر الكلمة s-، وهذه اللاحقة تكافئ لواحق الملكية في اللغة الإنجليزية مثل "marvin's room".

#### صيغ جمع الأسماء
تتكون صيغ جمع الأسماء في اللغة السويدية بالعديد من الطرق:-
لعله من المألوف أن نصنف الأسماء السويدية المنتظمة إلى 5 أشكال تصريفية مختلفة اعتماداً على نهايات الجمع للأسماء النّكرة (غير المعرفة) الخاصة بهم، وهذه الأشكال هي: "or-، ar-، er-، -n"، إضافة الأسماء الغير متغيرة بالجمع.
1. - كل الأسماء ذات الجنس «المشترك» المنتهية بحرف "a" نضيف لها حرف "r" ويقلب الـ"a" إلى "o"، مثال: "flicka" (فتاة) تجمع على "flickor" بإضافة "r" وقلب "a" إلى "o"، ويوجد القليل من الشواذ مثل "våg" (موجة) التي تُجمع على "vågor" (موجات)، و"ros" (وردة) التي تُجمع على "rosor" (وردات).
2. معظم الأسماء ذات الجنس «المشترك» التي لا تنتهى بـ"a" نضع لها في الجمع إما "-ar" أو "-er"، وفي حالات نادرة "-r". على الرغم من أن "ar-" هي الأكثر شيوعاً في الاستخدام، فلا توجد قاعدة يمكننا الاعتماد عليها لتحديد أيهما يستخدم لجمع الأسماء. أمثلة:- "växt" (نبات)، "växter" (كواكب); "lök" (بصلة)، "lökar" (بصلات). ومع ذلك يمكننا ذكر بعض القواعد القليلة الخاصة بحالات معينة مثل الأسماء ذات الجنس «المشترك» المنتهية بـ"e" - "or" - "ing" التي تجمع طبقاً للتصريف الثاني. والأسماء المنتهية بـ"are" - "and" - "iker" تجمع وفقاً للتصريف الخامس. والأسماء المنتهية بـ"é" - "-else" - "-het" - "-(n)ad" - "and"-"or" تجمع طبقا للتصريف الثالث. أما الأسماء المنتهية بـ"an" فلا تصرف، أي تظل كما هي في حالة الجمع. وقد تحدث استثناءات بسيطة من هذه القواعد ولكنها قليلة. كل الأسماء «المشتركة» المتعددة المقاطع وقليل من الأسماء المحايدة المتعددة المقاطع التي تأتي فيها النبرة المشددة على المقطع الأخير تنتمى للتصريف الثالث.
3. كل الأسماء «المحايدة» المنتهية بحرف متحرك نضيف لها "n-"، مثل: "äpple" (تفاحة)، "äpplen" (تفاح).
4. كل الأسماء (المحايدة) المنتهية بحرف ساكن لا تتغير في الجمع، مثل "barn" (طفل)، "barn" (أطفال).

وتوجد أيضا بعض الحالات الشاذة، عددها ليس بالكبير ولكنها تشكّل جزءاً من أكثر الكلمات شيوعاً في اللغة السويدية. وبشكل عام، الأسماء الشاذة هي أسماء «مشتركة» مثل تلك التي لا تتغير عند الجمع أو تلك التي نضاعف فيها حرفاً ساكناً أو نحذف منها حرفاً متحركاً في الجمع إتلخ...

#### الأدوات وصيغ التعريف
أداة التعريف في السويدية لاحقة تضاف إلى آخر الاسم المراد تعريفه، بينما أداة التنكير فيها هي أداة منفصلة تسبق الاسم. هذه القاعدة في أدوات التعريف والتنكير تتشارك فيها كل اللغات الإسكندنافية. والأدوات تختلف في صيغتها أيضا اعتماداً على الجنس (مشترك - محايد) والاسم من حيث الجمع والإفراد.
- أداة التنكير لا تستعمل إلا في حالة الإفراد فقط هي "en" للأسماء المشتركة و"ett" للأسماء المحايدة. على سبيل المثال "en flaska" «تعني زجاجة» و"- ett brev" تعني «خطاب».
- أداة التعريف في المفرد هي بصفة عامة اللواحق "-en"، أو "-n" للأسماء المشتركة و"-et" أو "-t" للأسماء المحايدة.
- أداة التعريف في الجمع هي "-na" أو "-a" أو "-en"، حسب مجموعة التصريف.
- التصريفات الخمسة هي "-or" أو "-ar" أو "-er" أو "-n"، ولا شيء بعد نهاية الاسم الجمع النكرة. كل اسم له 8 صيغ :

مفرد/جمع - معرفة/نكرة - معدوم التصريف (رفع)/مجرور. هذه الأمثلة العشرون تغطى كل الأسماء السويدية المنتظمة.
التصريف الأول "or-" للأسماء (المشتركة)
| مفرد. | نكرة  | مرفوع | en flaska  |
| مفرد. | نكرة  | مجرور | en flaskas |
| مفرد. | معرفة | مرفوع | flaskan    |
| مفرد. | معرفة | مجرور | flaskans   |
| جمع.  | نكرة  | مرفوع | flaskor    |
| جمع.  | نكرة  | مجرور | flaskors   |
| جمع.  | معرفة | مرفوع | flaskorna  |
| جمع.  | معرفة | مجرور | flaskornas |

Flaska= زجاجة
التصريف الثاني "ar-" للأسماء المشتركة
| مفرد. | نكرة  | مرفوع | en stol   | en gubbe  |
| مفرد. | نكرة  | مجرور | en stols  | en gubbes |
| مفرد. | معرفة | مرفوع | stolen    | gubben    |
| مفرد. | معرفة | مجرور | stolens   | gubbens   |
| جمع.  | نكرة  | مرفوع | stolar    | gubbar    |
| جمع.  | نكرة  | مجرور | stolars   | gubbars   |
| جمع.  | معرفة | مرفوع | stolarna  | gubbarna  |
| جمع.  | معرفة | مجرور | stolarnas | gubbarnas |

Stol= كرسى، gubbe= رجل مسن
التصريف الثالث "er"، "-r" بصفة غالبة للأسماء المشتركة وبعض الأسماء المحايدة
| مفرد. | نكرة  | مرفوع | en sak   | en bakelse  | ett parti  |
| مفرد. | نكرة  | مجرور | en saks  | en bakelses | ett partis |
| مفرد. | معرفة | مرفوع | saken    | bakelsen    | partiet    |
| مفرد. | معرفة | مجرور | sakens   | bakelsens   | partiets   |
| جمع.  | نكرة  | مرفوع | saker    | bakelser    | partier    |
| جمع.  | نكرة  | مجرور | sakers   | bakelsers   | partiers   |
| جمع.  | معرفة | مرفوع | sakerna  | bakelserna  | partierna  |
| جمع.  | معرفة | مجرور | sakernas | bakelsernas | partiernas |

التصريف الرابع -n للأسماء المحايدة
| مفرد. | نكرة  | مرفوع | ett hjärta  |
| مفرد. | نكرة  | مجرور | ett hjärtas |
| مفرد. | معرفة | مرفوع | hjärtat     |
| مفرد. | معرفة | مجرور | hjärtats    |
| جمع.  | نكرة  | مرفوع | hjärtan     |
| جمع.  | نكرة  | مجرور | hjärtans    |
| جمع.  | معرفة | مرفوع | hjärtana    |
| جمع.  | معرفة | مجرور | hjärtanas   |

Hjärta= قلب
التصريف الخامس الجمع الذي يبقى على حاله (بصفة خاصة في الأسماء المحايدة وبعض الأسماء المشتركة المنتهية بالعديد من اللواحق الاشتقاقية)
| مفرد. | نكرة  | مرفوع | ett horn  | en bagare  | en indier  |
| مفرد. | نكرة  | مجرور | ett horns | en bagares | en indiers |
| مفرد. | معرفة | مرفوع | hornet    | bagaren    | indiern    |
| مفرد. | معرفة | مجرور | hornets   | bagarens   | indierns   |
| جمع.  | نكرة  | مرفوع | horn      | bagare     | indier     |
| جمع.  | نكرة  | مجرور | horns     | bagares    | indiers    |
| جمع.  | معرفة | مرفوع | hornen    | bagarna    | indierna   |
| جمع.  | معرفة | مجرور | hornens   | bagarnas   | indiernas  |

### الضمائر
الضمائر في اللغة السويدية تكاد تكون مطابقة بشكل كامل تقريبا مع نظيرتها في اللغة الإنجليزية. الضمائر تتصرف تبعا للشخص (مخاطب - متكلم - غائب)، العدد (جمع - مفرد) وفي الضمير الثالث المفرد (هو - هي) تبعا للنوع (مذكر - مؤنث). الاختلافات مع الإنجليزية تشمل تضمين الضمير الثالث المفرد المنعكس والاحتفاظ بالضمير الثاني المفرد والجمع والصيغ المفعولية منهم ظاهره والتي اندمجت في اللغة الإنجليزية في الضمير (YOU)بينما اندمج الضمير الثالث الجمع (هم/هن) في السويدية بدلا من ذلك.
الضمائر السويدية هم:
| ضمائر العربية | ضمائر الإنكليزية | ضمائر الفاعل | ضمائر المفعول | ضمائر الملكية  |
| ------------- | ---------------- | ------------ | ------------- | -------------- |
| أنا           | I                | jag          | mig           | min/mitt/mina1 |
| أنت/أنتِ       | you (singular)   | du           | dig           | din/ditt/dina1 |
| هو            | he               | han          | honom         | hans           |
| هي            | she              | hon          | henne         | hennes         |
| لا مقابل      | it (common)      | den          | den           | dess           |
| لا مقابل      | it (neuter)      | det          | det           | dess           |
| نحن           | we               | vi           | oss           | vår/vårt/våra1 |
| أنتم/أنتن     | you (plural)     | ni           | er            | er/ert/era1    |
| هم            | they             | de²          | dem²          | deras          |
| -             | (reflexive)      | -            | sig           | sin/sitt/sina1 |

1. ضمائر الملكية تصرف مثل الصفات تبعا للنوع (مذكر - مؤنث)، العدد (جمع - مفرد) والتعريف مع الشئ المملوك. باقى ضمائر الملكية هي صيغ جر ولاتتأثر بالشئ المملوك في التصريف.

### الصفات
الصفات السويدية تصرف وفقا للنوع (مشترك - محايد)، العدد (جمع - مفرد) وتعريف الصفة (نكرة - معرف).
في صيغة المفرد الغير معرف، صيغة الصفة المستخدمة مع الأسماء المشتركة تكون الصيغة الغير مصرفة أي التي تبقى على حالها لايضاف لها شيء، ولكن مع اسم محايد مفرد وغير معرف نضع اللاحقة t- في آخر الصفة.
أمثلة :
en stor elefant - a large elephant
en == أداة تنكير للأسماء المفردة المشتركة - stor = صفة بمعنى ضخم - elefant == اسم نكرة مشترك ومفرد بمعنى فيل
ett stort lejon - a large lion
ett == أداة نكرة لاسم محايد stor = صفة lejon == اسم نكرة مفرد محايد بمعنى أسد
مع الأسماء المجموعة النكرة نضيف اللاحقة a- للصفة (قليل من الشواذ تصرف خلاف ذلك). في الاستعمال النعتى الوصفى تأخذ الصفات اللاحقة a- مع الأسماء المفردة المعرفة. في الاستخدام الإسنادى فإن الصفات لاتتأثر كثيرًا بالتعريف أو التنكير. الصفات تأخذ أيضا اللاحقة a- في سياق الملكية، إذا تبعت ضمائر الملكية أو جمل دالة على التملك، وفي النهاية أيضا في سياق صيغ المنادى.
أمثلة :- (lång - تعنى : طويل) (kvinna - تعنى: سيدة)
- en lång kvinna - سيدة طويلة
- en kvinna är lång - سيدة تكون طويلة (حرفيا)
- den långa kvinnan - السيدة الطويلة
- kvinnan är lång - السيدة تكون طويلة
- långa kvinnor - سيدات طويلات
- kvinnor är långa - سيدات يكن طويلات (حرفيا)
- de långa kvinnorna - السيدات الطويلات
- kvinnorna är långa - السيدات يكن طويلات

kvinn سيدة + or صيغة الجمع + na أداة تعريف للجمع + är فعل يكون في الحاضر + långa طويلات بصيغة الجمع
stor - تعنى : كبير، barn - تعنى : طفل
- ett stort barn - طفل كبير
- ett barn är stort - طفل يكون كبير (حرفيا)
- det stora barnet - الطفل الكبير
- barnet är stort - الطفل يكون كبير
- stora barn - أطفال كبار
- barn är stora - أطفال يكونوا كبار (حرفيا)
- de stora barnen - ألأطفال الكبار
- barnen är stora - ألأطفال يكونوا كبار

svart - تعنى : أسود، katt - تعنى : قطة
- en svart katt - قط أسود
- min svarta katt - قطى الأسود
- min mors svarta katt - قط أمى الأسود
- God morgon, svarta katt - صباح الخير، أيها القط الأسود

### الأفعال
الأفعال في اللغة السويدية لا تُصرَف تبعاً للشخص (مذكر أو مؤنث - حاضر أو غائب كما باللغة الفرنسية مثلاً)، كما أنها لا تُصرف تبعاً للعدد (جمع أو مفرد)، إنما تصرف الأفعال في اللغة السويدية تبعاً للزمن (ماضي - مضارع - أمر دلالي أو شرطي).

## قواميس سويدية على الإنترنت
- قاموس سويدى - عربى - سويدى ناطق
- قاموس وبستر سويدى - انجليزى - سويدى
- قاموس سويدى - انجليزى ناطق

## الملاحظات
1. ↑  يُقصد بالفهم المتبادل بين متحدثي الهجات واللغات المُختلفة هو مدى قدرة هؤلاء الأفراد على فهم حديث بعضهم البعض دون مساعدة من أي وسائل للترجمة. فعل سبيل المثال لا يُوجد أي فهم متبادل بين متحدثي اللغتين العربية والإنكليزية، لكن يوجد فهم متبادل - ولو بدرجات متفاوتة - فيما بين متحدثي اللهجات العربية المختلفة.

## وصلات خارجية
- Swedish Grammar, by Leif Stensson
- Swedish Course, by Björn Engdahl